# Alfonso Navarrete
Alfonso Navarrete (Logroño, 21 settembre 1571 – Takayama, 1º giugno 1617) è stato un missionario domenicano spagnolo, beatificato da papa Pio IX nel 1867.

## Biografia
Dopo essere entrato nell'ordine domenicano, nel 1598 partì come missionario per le Filippine.
Reclutati alcuni missionari in Europa, nel 1611 si spostò in Giappone, nonostante pochi anni prima numerosi cristiani (Paolo Miki, Pedro Bautista Blásquez e altri) vi fossero stati uccisi: si prese particolarmente cura degli orfani.
Quando seppe che a Ōmura erano iniziate nuove persecuzioni contro i cristiani e due missionari erano stati giustiziati, si recò a recuperare le reliquie e a confortare i prigionieri: fu arrestato e decapitato.

## Il culto
Venne beatificato il 7 luglio 1867 da papa Pio IX come capofila dei 205 martiri del Giappone.
Il suo elogio e quello dei beati Ferdinando di San Giuseppe e Leone Tanaka si legge nel Martirologio romano al 1º giugno.